# Doniaga
Doniaga (en frison : Dunegea) est un village de la commune néerlandaise de De Fryske Marren, situé dans la province de Frise.

## Géographie

### Situation
Le village est situé à mi-chemin entre Joure au nord et Lemmer au sud et bordé par le Tsjûkemar, le plus grand lac de Frise.

### Voies de communication
Il est desservi par l'autoroute A6 qui traverse la partie occidentale du lac.

## Histoire
Doniaga est un village de la commune de Doniawerstal avant 1984, puis de Skarsterlân avant le 1er janvier 2014, où elle est supprimée et fusionnée avec Gaasterlân-Sleat et Lemsterland pour former la nouvelle commune de De Friese Meren, devenue De Fryske Marren en 2015.

## Démographie
Le 1er janvier 2018, le village comptait 105 habitants.